# Gare de Nakamura
La gare de Nakamura (中村駅, Nakamura-eki) est une gare ferroviaire japonaise située dans la ville de Shimanto, préfecture de Kōchi. Elle dessert notamment le temple Taihei de Shimanto et permet d'apercevoir le fleuve Shimanto.
Elle est exploitée par la compagnie Tosa Kuroshio Railway, sur les lignes Nakamura et Sukumo. 

## Situation ferroviaire
Établie à 7 mètres d'altitude, la gare de Nakamura est située au point kilométrique (PK) 43.0 de la ligne Tosa Kuroshio Nakamura et elle est l'origine au PK 0.0 de la ligne Tosa Kuroshio Sukumo. 
Autrefois située dans la ville du même nom, la gare se trouve depuis la fusion de 2005 dans la ville de Shimanto. Tous les trains express s’arrêtent à cette gare. La gare est devenue le lieu du siège social de la société Tosa Kuroshio Railway.

## Histoire

### Chronologie
- 1er octobre 1970 Ouverture de la gare par  la Japanese National Railways. C'était une gare de terminus de ligne à cette époque.
- 1er avril 1987 La Japanese National Railways est découpée en plusieurs sociétés, la JR Shikoku reprend la gestion de cette gare
- 1er avril 1988 La gestion de la gare est confiée à la société Tosa Kuroshio Railway.
- 1er octobre 1997 La gare devient une gare de passage depuis l'ouverture de la Ligne Sukumo.
- 2 mars 2005 À la suite d'une collision de train dans la gare de Sukumo sur la ligne Sukumo, le trafic en direction de Sukumo est suspendu.
- 13 juin 2005 Le trafic reprend entre Nakamura et la gare de Higashi-Sukumo.
- 1er novembre 2005 La circulation reprend intégralement sur toute la ligne Sukumo.
- 7 novembre 2009 Début des rénovations de la gare.
- 20 mars 2010 Une grande partie des travaux de rénovation sont terminés.
- 28 juin 2010 Le service de Wi-Fi est installé dans la gare.
- 2013, la gare est choisie pour la remise du trophée du championnat d'ekiben de Shikoku 2013[2].
- 15 octobre 2014 la gare reçoit le prix du Brunel Award dans la catégorie 1 pour les travaux de rénovation de la gare réalisés en 2009/2010[3].

### Rénovation de la gare
En 2009, une rénovation à grande échelle est décidée dans la gare au niveau de la conception et du design, les travaux dureront jusqu'à la fin mars 2010.
Les principaux points de rénovations ont été faits pour les salles d'attente, les boutiques, le quai no 1, les toilettes et les guichets. Le matériau utilisé principalement fut du bois de cyprès du Japon de la région.
La rénovation a permis aussi d’accéder et de sortir librement des quais sans billet.
Cette rénovation a permis à la gare de recevoir plusieurs prix, outre le Brunel Award en 2014, elle reçut entre autres : 
- Le label Good Design Award en 2010[6],
- Le prix de la rénovation du hall de gare de la part du Ministère du Territoire, des Infrastructures, des Transports et du Tourisme aussi en 2010[7]
- Le prix départemental de la sécurité universelle lors du 5e congrès de la Kids Design Award en 2011[8].

## Service des voyageurs

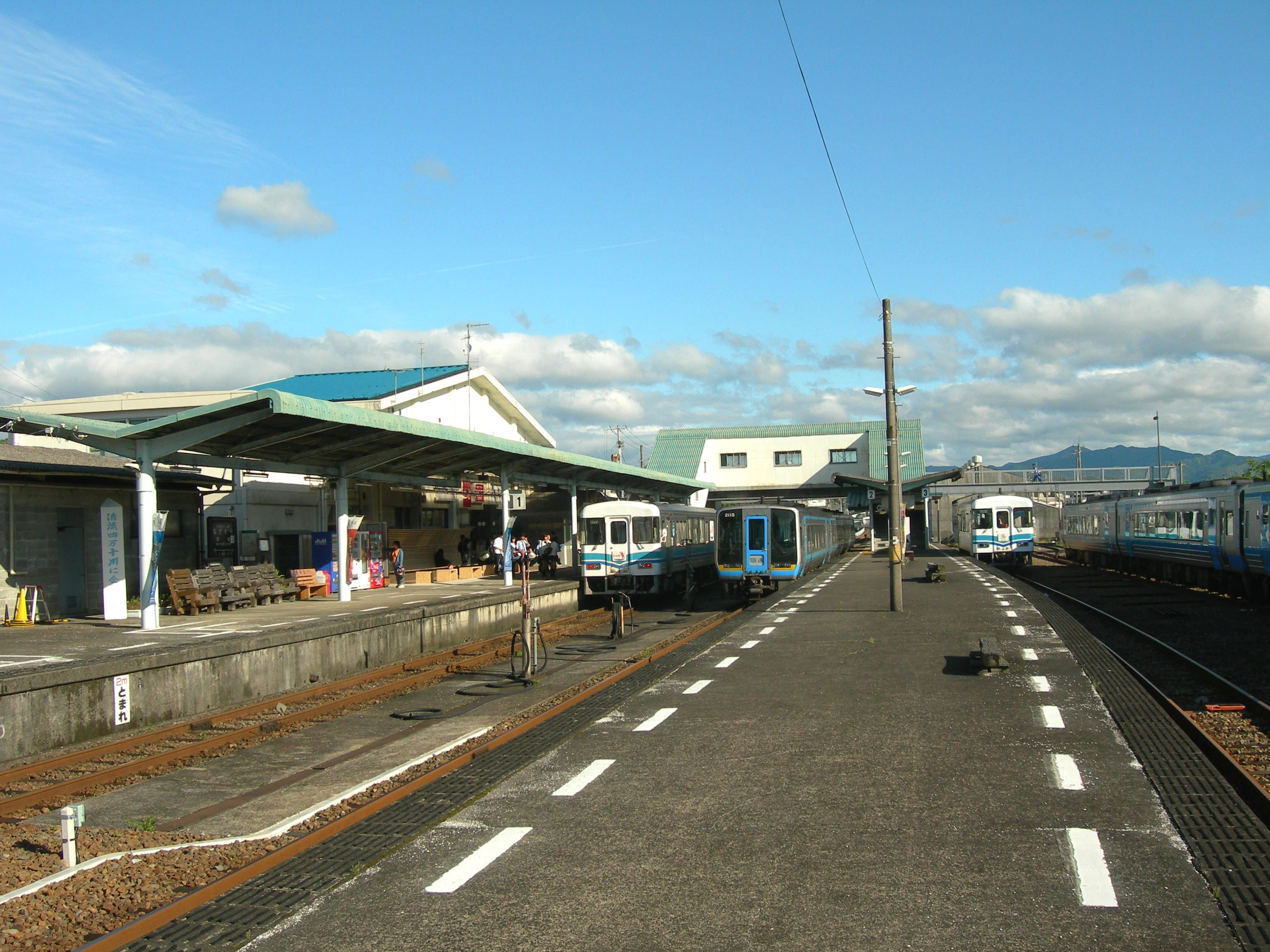
Quais de la gare.

### Accueil
La gare dispose d'un bâtiment voyageurs avec guichets. Elle est équipée de deux quais et de trois voies.
| N° de voie | Ligne         | Direction |
| ---------- | ------------- | --------- |
| 1          | ▆ TK Nakamura | Kubokawa  |
| 1          | ▆ TK Sukumo   | Sukumo    |
| 2          | ▆ TK Nakamura | Kubokawa  |
| 3          | ▆ TK Nakamura | Kubokawa  |
| 3          | ▆ TK Sukumo   | Sukumo    |

### Desserte
- Tosa Kuroshio Railway
  - Ligne Nakamura TK40
  - Ligne Sukumo TK40

### Intermodalité
La gare est desservie par les bus de la compagnie Kochi Seinan Kotsu, permettant de relier plusieurs localités voisines comme la ville de Tosashimizu où est née Nakahama Manjirō, le premier japonais à s'être rendu aux États-Unis.

## Patrimoine ferroviaire
Le dépôt de locomotives de la gare.